# District de Székesfehérvár
Le district de Székesfehérvár (en hongrois : Székesfehérvári járás) est un des 8 districts du comitat de Fejér en Hongrie. Créé en 2013, en 2016 il comptait 156 935 habitants, et rassemble 26 localités : 19  communes et 3  villes dont Székesfehérvár, son chef-lieu.
Le district de Polgárdi  ayant été supprimé le 1er janvier 2015, plusieurs de ses municipalités ont été rattachées au district de Székesfehérvár, les autres au district d'Enying.

## Localités
- Aba
- Bakonykúti
- Csór
- Csősz
- Füle (depuis 2015)
- Iszkaszentgyörgy
- Jenő (depuis 2015)
- Káloz
- Kőszárhegy (depuis 2015)
- Lovasberény
- Magyaralmás
- Moha
- Nádasdladány (depuis 2015)
- Pátka
- Polgárdi (depuis 2015)
- Seregélyes
- Soponya
- Szabadbattyán
- Székesfehérvár
- Sárkeresztes
- Sárkeszi
- Sárosd
- Sárszentmihály
- Tác
- Úrhida
- Zámoly